# Panzerkaserne Böblingen

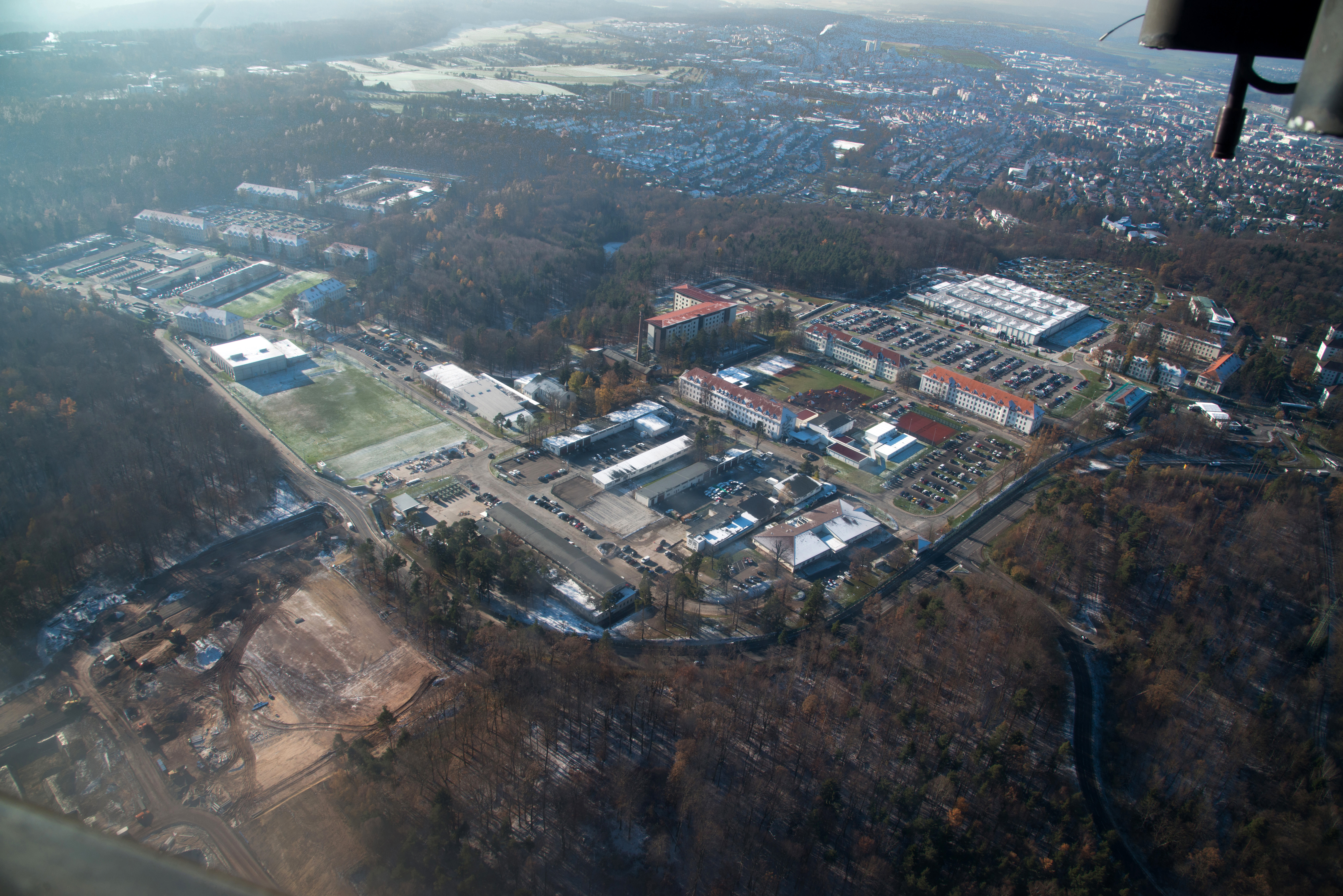
Luftbildaufnahme von 2013 mit dem Neubau der Panzer High School

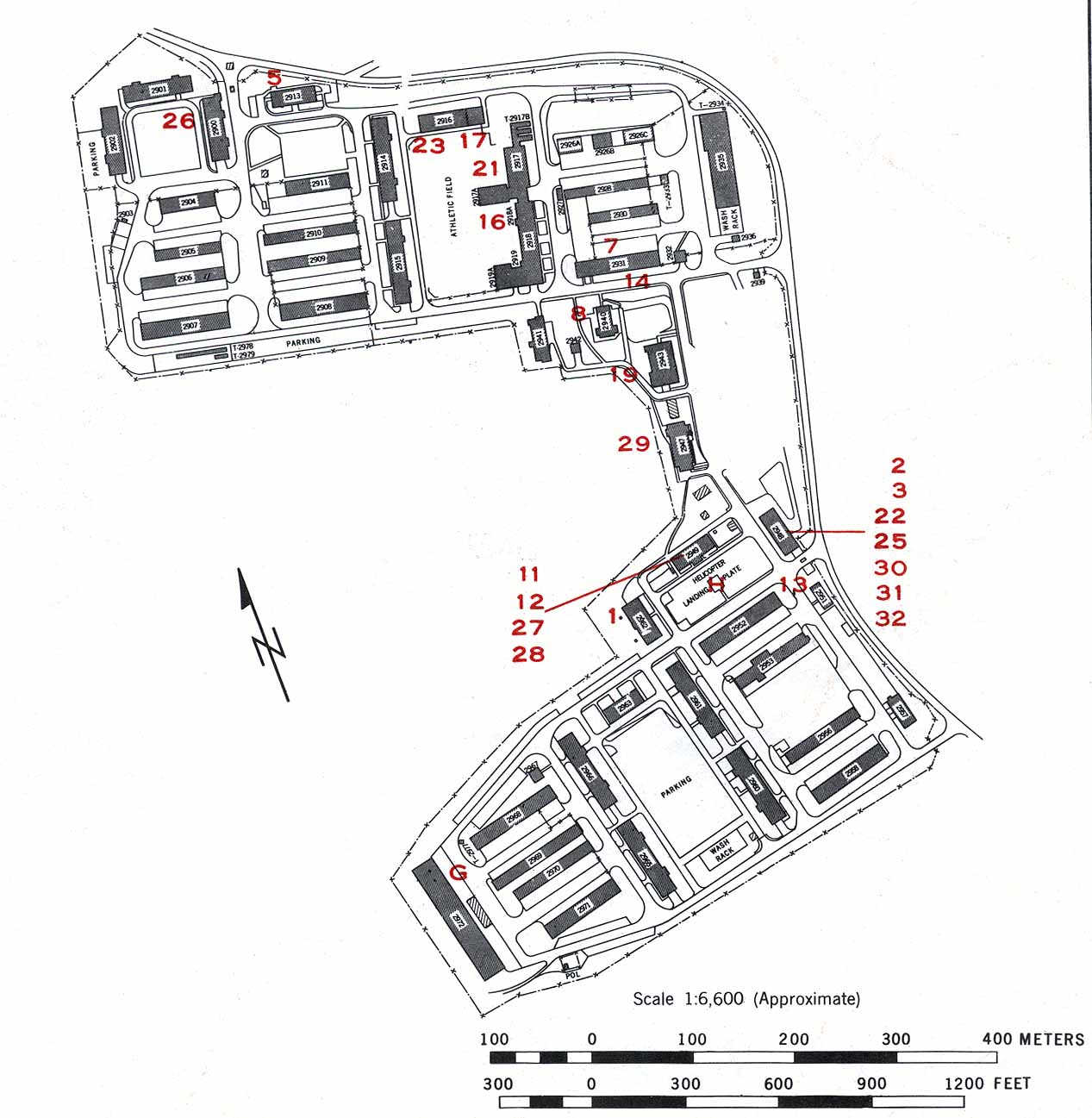
Plan der Panzerkaserne

Die Panzerkaserne Böblingen (amerikanische Bezeichnung: Panzer Kaserne, ehemals Ludendorff-Kaserne) steht in der Kreisstadt Böblingen in Baden-Württemberg. Sie  ist Teil der US-Heeresgarnison Stuttgart (USAG Stuttgart) und beherbergt unter anderem das Hauptquartier des United States Marine Corps Forces Europe (MARFOREUR).

## Vorkriegszeit und Zweiter Weltkrieg
Im Frühjahr 1936 wurden 620 ha Wald, fast die Hälfte des Waldbestandes der Stadt Böblingen, gefällt, um neue Kasernen zu errichten. Das Heeresbauamt Stuttgart hatte den Befehl erhalten, die Bauvorhaben Vaihingen (Kurmärker Kaserne) und Böblingen zu beginnen. Die Bauleitung wurde dem Dipl.-Ingenieur Korsch († 29. Januar 1943) übertragen. Nach der endgültigen Genehmigung der Lagepläne begannen am 1. Oktober 1936 die eigentlichen Bauarbeiten an der Kaserne.
Anhaltendes Regenwetter erschwerte die Arbeiten auf der „Urwaldbaustelle“, wie sie bald genannt wurde, außerdem stellten sich bald Schwierigkeiten bei der Materialbeschaffung ein. Trotzdem wurden die Termine im Wesentlichen nicht überschritten. Die Bauarbeiten wurden, unabhängig von den schlechten Witterungsverhältnissen in Tag- und Nachtschichten vorangetrieben. Bemerkenswert ist, dass es während der gesamten Bauzeit keine größeren Unglücksfälle gab. Die Kaserne wurde in Rekordzeit fertiggestellt, einige Gebäude in nur 46 Arbeitstagen im Rohbau, obwohl laut Planung 60 Tage veranschlagt waren.

### Panzerregiment 8

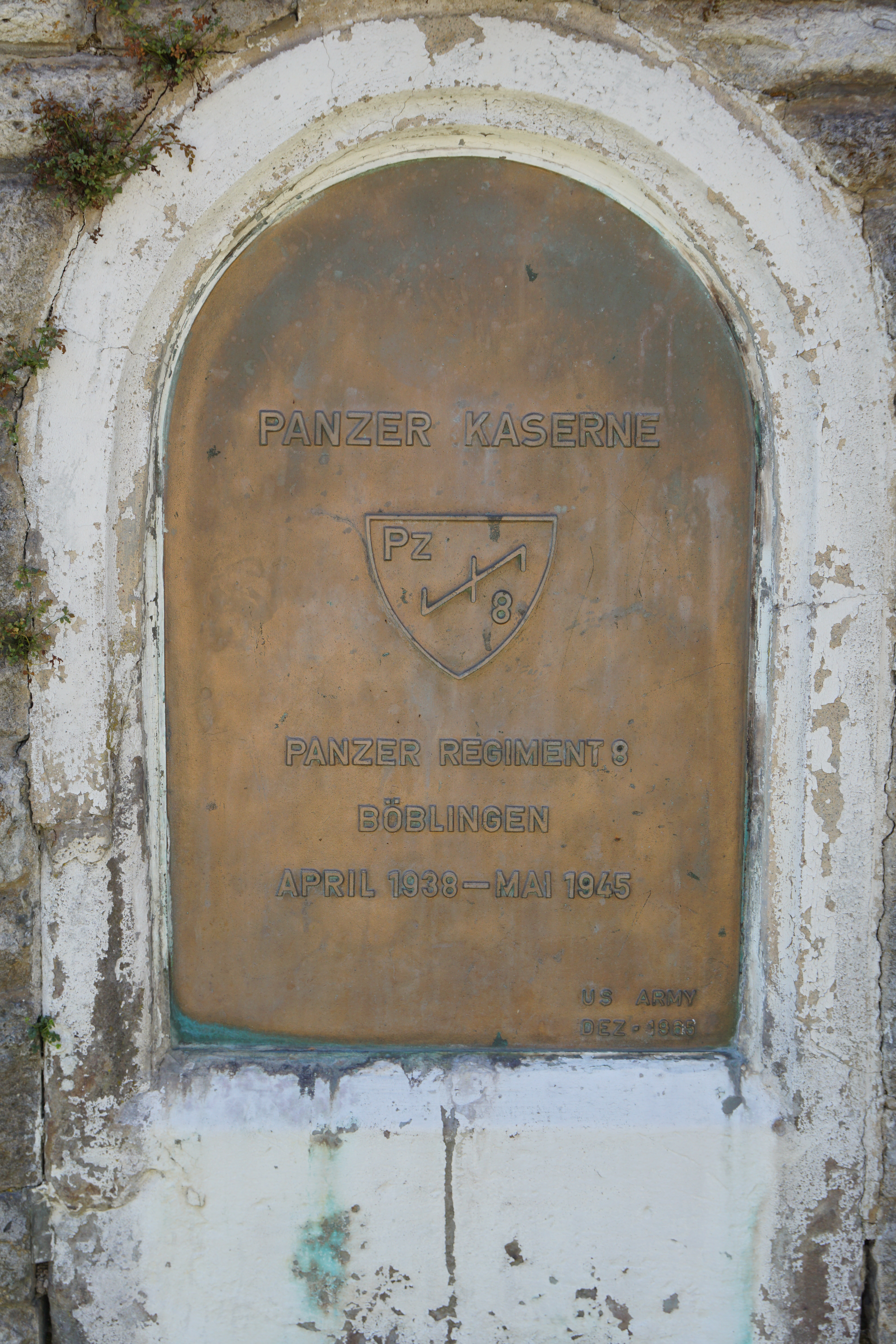
Gedenktafel an das Panzerregiment 8

Am 1. April 1938 zog das Panzerregiment 8 in die neue Kaserne ein und wurde offiziell mit einem großen Festakt am 9. April 1938 begrüßt. Bei diesem Anlass dankte der Regimentskommandeur Oberst Johann Haarde († 8. Februar 1945) von der Turmluke seines Panzers aus für die Begrüßungsworte und versicherte, dass die Soldaten gern und mit offenem Herzen in ihre neue Heimat einziehen würden. Am 20. April 1939 verließ das Regiment die Kaserne bereits, um nach Milowitz bei Prag verlegt zu werden. Im Regiment diente unter anderem auch Oberstleutnant Botho Henning Elster.

## US-Streitkräfte
Nach Kriegsende zogen Einheiten der US-Armee in die ehemaligen Panzerkasernen ein – und zwar vereinbarungsgemäß am 7. Juli 1945, als die französische Besatzungsmacht den Landkreis Böblingen verlassen hatte. Die zum Teil stark bombenbeschädigten Gebäude wurden von der amerikanischen Besatzungsmacht und von deutschen Handwerkern und Arbeitern instand gesetzt.

### Little America
1951 entstand eine kleine US-Siedlung aus 16 Wohngebäuden, im Volksmund „Little America“, mit 306 Wohneinheiten.

### Panzer Exchange
Am 7. Februar 2007 wurde in der Böblinger Panzerkaserne der nach dem Ramstein Army and Air Force Exchange Service store mit insgesamt 15.329 Quadratmetern Deutschlands zweitgrößter US-amerikanischer Supermarkt, „Panzer Exchange“ mit insgesamt 5.853 Quadratmetern eröffnet.
In dem angegliederten Food-Court befinden sich mehrere Filialen amerikanischer Fast-Food-Ketten.

### United States Marine Corps Forces Europe (MARFOREUR)
Die Panzerkaserne Böblingen ist das Hauptquartier des United States Marine Corps Forces Europe (MARFOREUR).

### Waffendiebstahl 2016
Im Jahr 2016 wurden mehrere Handfeuerwaffen aus der Panzerkaserne gestohlen.